# Herbita tucumana
Herbita tucumana là một loài bướm đêm trong họ Geometridae.